# Shigemi Ishii
Shigemi Ishii (født 7. juli 1951) er en japansk fodboldspiller.

## Japans fodboldlandshold
| Japans landshold | Japans landshold | Japans landshold |
| År               | Kmp              | Mål              |
| ---------------- | ---------------- | ---------------- |
| 1974             | 4                | 0                |
| 1975             | 1                | 0                |
| 1976             | 0                | 0                |
| 1977             | 4                | 0                |
| 1978             | 0                | 0                |
| 1979             | 6                | 0                |
| Total            | 15               | 0                |